# Богородське сільське поселення (Корткероський район)
Богоро́дське сільське поселення (рос. Богородское сельское поселение) — муніципальне утворення у складі Корткероського району Республіки Комі, Росія. Адміністративний центр — село Богородськ.

## Населення
Населення — 1049 осіб (2017, 1124 у 2010, 1347 у 2002, 1496 у 1989).

## Склад
До складу поселення входять такі населені пункти:
| Населений пункт    | Населення, осіб (1989) | Населення, осіб (2002) | Населення, осіб (2010) |
| ------------------ | ---------------------- | ---------------------- | ---------------------- |
| Богородськ, село   | 927                    | 824                    | 697                    |
| Лунь, присілок     | 15                     | 15                     | 13                     |
| Пасвомин, присілок | 15                     | 5                      | 4                      |
| Сюзяиб, присілок   | 207                    | 200                    | 170                    |
| Троїцьк, присілок  | 332                    | 303                    | 240                    |